# Barisia levicollis
Barisia levicollis — вид веретільницеподібних ящірок родини веретільницевих (Anguidae). Ендемік Мексики.

## Поширення і екологія
Barisia levicollis мешкають в горах Сьєрра-Тараумара і Сьєрра-дель-Нідо в Західній Сьєрра-Мадре на території штатів Чіуауа і Сонора. Вони живуть в гірських сосново-дубових і дубових лісах, на висоті від 2400 до 3110 м над рівнем моря.